# Spiliphera spinicauda
Spiliphera spinicauda är en rundmaskart som beskrevs av Vitiello 1970. Spiliphera spinicauda ingår i släktet Spiliphera och familjen Chromadoridae. Inga underarter finns listade i Catalogue of Life.